# Minerva (revue d'archéologie)
Pour les articles homonymes, voir Minerva.
Minerva est une revue internationale d'art antique et d'archéologie. Fondée en 1990 par Jerome Eisenberg, elle est publiée six fois par an, en anglais. Minerva traite de l'actualité des ventes d'antiquités, des musées, des expositions et des fouilles. La revue se consacre principalement sur l'Égypte, le Proche-Orient et la Méditerranée gréco-romaine, mais traite également d'un éventail plus large, du point de vue géographique et chronologique.

## Référence
- (en) Cet article est partiellement ou en totalité issu de l’article de Wikipédia en anglais intitulé « Minerva (archaeology journal) » (voir la liste des auteurs).